# Meata
Meata là một chi nhện trong họ Salticidae.